# Eisothistos neoanomalus
Eisothistos neoanomalus is een pissebed uit de familie Expanathuridae. De wetenschappelijke naam van de soort is voor het eerst geldig gepubliceerd in 1991 door Shyamasundari, Kumari, Rao & Mary.